# Synodus vityazi
Synodus vityazi är en fiskart som beskrevs av Ho, Prokofiev och Shao 2010. Synodus vityazi ingår i släktet Synodus och familjen Synodontidae. Inga underarter finns listade i Catalogue of Life.